# Robert de Berghes
Robert de Berghes  (també anomenat Robert de Glymes de Bergen) (nascut vers 1520, - mort a Bergen op Zoom, l'11 d'abril del 1564) fou el príncep-bisbe del principat de Lieja de 1557 fins a la seva abdicació l'any 1564.
Va eixir de la nissaga noble dels de Glymes de Bergen, que provenien de la ciutat de Bergen-op-Zoom, (avui als Països Baixos) però aleshores part del bisbat de Lieja, tot i escaure políticament al Brabant. El 1549, el seu predecessor Jordi d'Àustria va nomenar-lo coadjutor, sota la pressió de Carles V del Sacre Imperi Romanogermànic. El 7 de maig de 1557, dos dies després de la mort de Jordi, els arquebisbes de Cambrai, Arràs i Tournai van consagrar-lo príncep-bisbe. L'emperador Ferran I va investir-lo el 28 de gener de 1558.
A la fi de les guerres d'Itàlia, durant el seu regne, França va haver de cedir les ciutats ocupades de Bouyon (Bèlgica) i Couvin al principat de Lieja segons les estipulacions del tractat Pau de Cateau-Cambrésis del 1559. Al mateix any, el papa Pau V va dictar la butlla Super Universa a la qual crea tres arquebisbats (Cambrai, Utrecht i Mechelen) i catorze bisbats nous. Així el bisbat de Lieja va perdre tota la jurisdicció espiritual a les terres de Brabant, Namur i de Gueldre. El primer impressor Gauthier Morberius va establir-se a Lieja. ón va imprimir el primer llibre, el breviari dels canonges de Sant Pau.
El 1562, Robert va publicar un manament episcopal contra els calvinistes.
El 1564 va haver d'abdicar per raons de malaltia mental i va tornar amb la seva família a Bergen, on va morir poc després.